# Provinciedistrict Veurne-Diksmuide
Het provinciedistrict Veurne-Diksmuide vormde tot 2017 bij de Belgische provincieraadsverkiezingen in de Belgische  provincie West-Vlaanderen een tussenniveau tussen het kiesarrondissement Oostende-Veurne-Diksmuide en de kieskantons Diksmuide, Nieuwpoort en Veurne. Op dit niveau gebeurt de verdeling van de zetels in de provincieraad op basis van het totaal van de door elke partij behaalde stemmen in de onderliggende kieskantons.

## Structuur
| Veurne-Diksmuide | Veurne-Diksmuide | Supranationaal         | Nationaal                         | Nationaal                 | Gemeenschap               | Gewest                    | Provincie                 | Arrondissement            | Provinciedistrict | Kanton                      | Gemeente        | District         |
| ---------------- | ---------------- | ---------------------- | --------------------------------- | ------------------------- | ------------------------- | ------------------------- | ------------------------- | ------------------------- | ----------------- | --------------------------- | --------------- | ---------------- |
| Administratief   | Niveau           | Europese Unie          | België                            | België                    | Vlaanderen                | Vlaanderen                | West-Vlaanderen           | Veurne Diksmuide          | Veurne Diksmuide  | Veurne Diksmuide            | 10              | -                |
| Administratief   | Bestuur          | Europese Commissie     | Belgische regering                | Belgische regering        | Vlaamse regering          | Vlaamse regering          | Deputatie                 | Deputatie                 | Deputatie         | Deputatie                   | Gemeentebestuur | Districtscollege |
| Administratief   | Raad             | Europees Parlement     | Kamer van volksvertegenwoordigers | Vlaams Parlement          | Vlaams Parlement          | Vlaams Parlement          | Provincieraad             | Provincieraad             | Provincieraad     | Provincieraad               | Gemeenteraad    | Districtsraad    |
| Kiesomschrijving | Kiesomschrijving | Nederlands Kiescollege | Kieskring West-Vlaanderen         | Kieskring West-Vlaanderen | Kieskring West-Vlaanderen | Kieskring West-Vlaanderen | Kieskring West-Vlaanderen | Oostende-Veurne-Diksmuide | Veurne-Diksmuide  | Diksmuide Nieuwpoort Veurne | 10              | -                |
| Verkiezing       | Verkiezing       | Europese               | Federale                          | Federale                  | Vlaamse                   | Vlaamse                   | Provincieraads-           | Provincieraads-           | Provincieraads-   | Provincieraads-             | Gemeenteraads-  | Districtsraads-  |

- Het kieskanton Diksmuide omvat de gemeenten Diksmuide, Houthulst, Koekelare, Kortemark en Lo-Reninge.
- Het kieskanton Nieuwpoort omvat enkel de gemeente Nieuwpoort.
- Het kieskanton Veurne omvat de gemeenten Alveringem, De Panne, Koksijde en Veurne.

## Geschiedenis
Het provinciedistrict Veurne-Diksmuide werd in 2011 opgericht in het kader van het lokaal en provinciaal kiesdecreet van 2011, waarbij voor sommige districten een nieuwe indeling geldt. Tot 2005 bestond dit district uit de aparte provinciedistricten Veurne en Diksmuide. Vermits volgens de nieuwe regeling elk provinciedistrict met minstens 6 zetels vertegenwoordigd moet zijn in de provincieraad en ze dat aantal na een vermindering van het aantal provincieraadszetels van 84 naar 72 vanaf 2013 niet zouden bereiken, werden de twee districten samengevoegd. Dit district maakt deel uit van het kiesarrondissement Oostende-Veurne-Diksmuide dat ook sinds 2011 ontstond nadat de arrondissementen Oostende, Veurne en Diksmuide tot één kiesarrondissement verenigd werden.
Bij de provincieraadsverkiezingen van 2012 kreeg dit district 7 van de 16 zetels van het kiesarrondissement Oostende-Veurne-Diksmuide toegewezen (voorheen elk 4 voor Veurne en Diksmuide). Het totaal aantal zetels in de provincieraad van West-Vlaanderen werd vanaf 2013 herleid tot 72 (voorheen 84).

### Resultatenprovincieraadsverkiezingenvanaf 2012
| Partij            | 2012  | 2012  |
| Stemmen \| Zetels | %     | 7     |
| ----------------- | ----- | ----- |
| CD&V              | 28,30 | 2     |
| N-VA              | 24,69 | 2     |
| Open Vld          | 16,14 | 1     |
| sp.a              | 16,74 | 2     |
| Groen             | 5,35  | 0     |
| PVDA+             | 1,16  | 0     |
| Vlaams Belang     | 6,17  | 0     |
| Piratenpartij     | 1,50  | 0     |
| Opkomst           | 92,39 | 92,39 |
| Blanco/ongeldig   | 7,21  | 7,21  |

#### Verkozen kandidaten
Volgende kandidaten werden verkozen voor de West-Vlaamse provincieraad in het provinciedistrict:
2012
- Lies Laridon (CD&V)
- Guido Decorte (CD&V)

- Ann Vanheste (sp.a)
- Peter Roose (sp.a)
- Charlotte Castelein (Open Vld)

- Luc Coupillie (N-VA)
- Wouter Vanlouwe (N-VA)